# آنتون (رایانه)
آنتون (انگلیسی: Anton) یک ابررایانه موازی عظیم است که توسط D. E. Shaw Research در نیویورک طراحی و ساخته شده و از سال ۲۰۰۸ به کار گرفته شده است. این سامانه ویژه برای شبیه‌سازی‌های دینامیک مولکولی (MD) پروتئین‌ها و سایر ماکرومولکول‌های زیستی طراحی شده است. هر دستگاه آنتون شامل تعداد زیادی مدارهای مجتمع با کاربرد خاص (ASIC) است که به‌وسیلهٔ یک اتصال چنبره‌ای سه‌بعدی و با سرعت بالا به هم متصل شده‌اند.
برخلاف سامانه‌های ویژه پیشین برای شبیه‌سازی MD مانند MDGRAPE-3 که توسط RIKEN در ژاپن توسعه یافته بود، آنتون تمامی محاسبات خود را به‌طور کامل بر روی ASICهای ویژه انجام می‌دهد و از پردازنده‌های عمومی میزبان استفاده نمی‌کند.
هر ASIC آنتون شامل دو زیرسامانه محاسباتی است. بیشتر محاسبات الکترواستاتیک و نیروی واندروالسی توسط زیرسامانهٔ تعاملی با توان بالا (HTIS) انجام می‌شود. این زیرسامانه دارای ۳۲ ماژول با سرعت ۸۰۰ مگاهرتز است که مانند یک آرایه سیستولیک سازمان‌دهی شده‌اند. محاسبات دیگر، شامل نیروهای پیوندی و تبدیل فوریه سریع (FFT) برای الکترواستاتیک برد بلند، توسط زیرسامانه منعطف انجام می‌شود. این زیرسامانه دارای چهار هسته عمومی Tensilica و هشت هسته ویژه برای محاسبات هندسی است که با سرعت ۴۰۰ مگاهرتز کار می‌کنند.
شبکه آنتون یک ساختار چنبره‌ای سه‌بعدی دارد که هر تراشه دارای ۶ پیوند بین‌گره‌ای با پهنای باند ورودی و خروجی مجموعاً ۶۰۷٫۲ گیگابیت بر ثانیه است. هر لینک بین‌گره‌ای شامل دو لینک یک‌طرفه برابر (هر یک با پهنای باند ۵۰٫۶ گیگابیت بر ثانیه) است.
عملکرد یک دستگاه آنتون با ۵۱۲ گره می‌تواند بیش از ۱۷٬۰۰۰ نانوثانیه شبیه‌سازی در روز را برای یک سامانه پروتئین-آب با ۲۳٬۵۵۸ اتم فراهم کند. در مقایسه، کدهای MD که بر روی رایانه‌های موازی عمومی با صدها یا هزاران هسته پردازشی اجرا می‌شوند، نرخ‌های شبیه‌سازی تا چند صد نانوثانیه در روز را برای همان سامانه شیمیایی به دست می‌آورند.
ابررایانه آنتون به نام آنتونی فان لیوون‌هوک، که به‌عنوان «پدر ریزبینی» شناخته می‌شود، نام‌گذاری شده است.
ماشین ANTON 2 با چهار واحد ۵۱۲ گره‌ای و سرعت و اندازه محاسباتی به‌مراتب بالاتر نیز توسعه یافته است.
مؤسسه ملی بهداشت ایالات متحده از سامانه‌های آنتون برای تحقیقات زیست‌پزشکی در مرکز ابررایانه پیتسبرگ در دانشگاه کارنگی ملون پشتیبانی کرده و همچنان به استفاده از ANTON 2 ادامه می‌دهد.